# Плоча Септимија Севера
Плоча Септимија Севера назив је римске плоче пронађене на планини Рудник у близини Горњег Милановца. Посвећена је римском цару Септимију Северу.

## Археолошка ископавања
На територији општине Горњи Милановац налазе се археолошка налазишта која сведоче о активном праисторијском и средњовековном периоду те средине. У више горњомилановачких села пронађени су остаци Илира, Келта, Римљана, Гота итд. Примера ради, постоје докази да је Рудник био дом већег римског насеља. На том месту (на западној страни Прлинског виса) је тадашњи управник Народног музеја у Београду Јанко Шафарик августа 1865. године покренуо прва позната археолошка ископавања у Србији. Тамо је послат по налогу министра просвете кнежевине Србије. Исте године пронађени су остатаци римског храма посвећеног богињи Мајци земљи, који је страдао у пожару. Том приликом откривена је и Плоча Септимија Севера.

## Опис
Реч је о плочи исклесаној од белог мермера која се налазила на прочељу поменутог храма. Горњи леви угао био јој је оштећен у тренутку проналаска. Натпис на плочи је у виду седам редова чији превод гласи:
Император, Цезар, Луције, Септимије Север, Истрајни, Узвишени, обнови оборени храм Мајке Земље, старањем Касија Лигуринуса, царског намесника. На молбу колона Публиа Фундани Етихета и Публија Едија Муциана.
На њој се помињу и имена два колона, као и управник регије и рудника Касије, захваљујући којем је ово светилиште обновљено у првој години владавине Септимија Севера, када је у два наврата посећивао овај крај – 193. и 196. године.

## Рестаурација
На плочи Септимија Севера извршена је рестаурација у Народном музеју у Београду. Након тога, тај музеј ју је 2009. године уступио Музеју рудничко-таковског краја на чување, чиме је овај артефакт постао део сталне поставке у горњомилановачкој културној установи.

## Галерија
- Плоча Септимија Севера, римска плоча пронађена на локалитету Велики Штурац на Руднику, крај II века, бели мермер, 1,02×0,57×0,15 м. Експонат из археолошке збирке Музеја рудничко-таковског краја из Горњег Милановца
- Детаљ